# Peter DaCunha
Peter DaCunha (Toronto, 12 aprile 2003) è un attore canadese.

## Filmografia parziale

### Attore
- Rookie Blue, episodio I migliori propositi (2011)
- Alphas, episodio A Short Time in Paradise (2011)
- The Next Star, episodio 4x13 (2011)
- Against the Wall, episodio Wonder What God's Up To (2011)
- Un magico Natale a Manhattan (Mistletoe Over Manhattan), regia di John Bradshaw (2011) - Film TV
- Nemiciperlapelle (Frenemies), regia di Daisy von Scherler Mayer (2012) - Film TV
- Life with Boys, episodio Battaglia in bagno (2012)
- An Insignificant Man, regia di Khushboo Ranka e Vinay Shukla (2012) Cortometraggio
- The Listener (The Listener), nell'episodio Il supereroe (2012)
- A Dark Truth - Un'oscura verità (A Dark Truth), regia di Damian Lee (2012)
- Flashpoint, episodio Non questa vita (2012)
- The Barrens, regia di Darren Lynn Bousman (2012)
- Holiday Heist - Mamma, ho visto un fantasma (Home Alone: The Holiday Heist) (2012) - Film TV
- The Strange and Eerie Memoirs of Billy Wuthergloom, regia di David Antoniuk (2012) - Cortometraggio
- Ella, episodio Ella's Special Delivery/Frankie's Perfect Pumpkin (2013)
- Haunter, regia di Vincenzo Natali (2013)
- Torment, regia di Jordan Barker (2013)
- 100 volte Natale (Pete's Christmas), regia di Nisha Ganatra (2013) - Film TV
- Holidaze - Il ringraziamento con i miei (Holidaze), regia di Jerry Ciccoritti (2013) - Film TV
- Reign, episodi Un pericolo nascosto (2013), Una nuova alleanza (2013), Il banchetto (2013) e Sangue reale (2014)
- Here's Your Damn Family (2014) - Serie TV
- Piccoli demoni (Hellions), regia di Bruce McDonald (2015)
- Defiance (Defiance), episodio Il mio nome è Datak Tarr e sono venuto per ucciderti (2015)
- The Waiting Room, regia di Igor Drljaca (2015)
- Remember, regia di Atom Egoyan (2015)
- Monday Report (2012-2015) - Serie TV
- Saving Hope, episodio Non puoi avere sempre quello che desideri (2016)
- I misteri di Murdoch (Murdoch Mysteries) - serie TV, episodio 9x15 (2016)
- A Perfect Christmas, regia di Brian K. Roberts (2016) - Film TV
- The Big Crunch, regia di Dusty Mancinelli e John Liam Williams (2016) - Cortometraggio
- Mr. D, episodio Gerry Gets a Kid (2016)
- XX - Donne da morire (XX) (2017)
- Segreti in famiglia (Mommy's Little Boy), regia di Curtis Crawford (2017) - Film TV
- L'esercito delle 12 scimmie (12 Monkeys) (2016-2017) - Serie TV
- Dark Matter, episodio Isn't That a Paradox? (2017)

### Produttore associato
- The Big Crunch (2016) - Cortometraggio

### Doppiatore
- In a Family Way (2001) - Uscito in home video

## Doppiatori italiani
Nelle versioni in italiano, Peter DaCunha è stato doppiato da:
- Serena Clerici ne Un magico Natale a Manhattan, Holiday Heist - Mamma, ho visto un fantasma
- Teo Achille Caprio in Remember
- Patrizia Salerno in The Barrens
- Leonardo Della Bianca in Segreti in famiglia